# Сетищенское сельское поселение
Сети́щенское се́льское поселе́ние — муниципальное образование в Красненском районе Белгородской области.
Административный центр — село Сетище.

## История
Сетищенское сельское поселение образовано 20 декабря 2004 года в соответствии с Законом Белгородской области № 159.

## Население
| 2010 | 2011  | 2012 | 2013 | 2014 | 2015 | 2016 | 2017 | 2018 |
| ---- | ----- | ---- | ---- | ---- | ---- | ---- | ---- | ---- |
| 1009 | ↘1005 | ↘994 | ↘949 | ↘933 | ↘911 | ↘882 | ↘868 | ↘863 |
| 2019 | 2020  | 2021 |      |      |      |      |      |      |
| ↘841 | ↘803  | ↗828 |      |      |      |      |      |      |

## Состав сельского поселения
| № | Населённый пункт | Тип населённого пункта       | Население |
| - | ---------------- | ---------------------------- | --------- |
| 1 | Сетище           | село, административный центр | ↗828      |